# Terry Gathercole

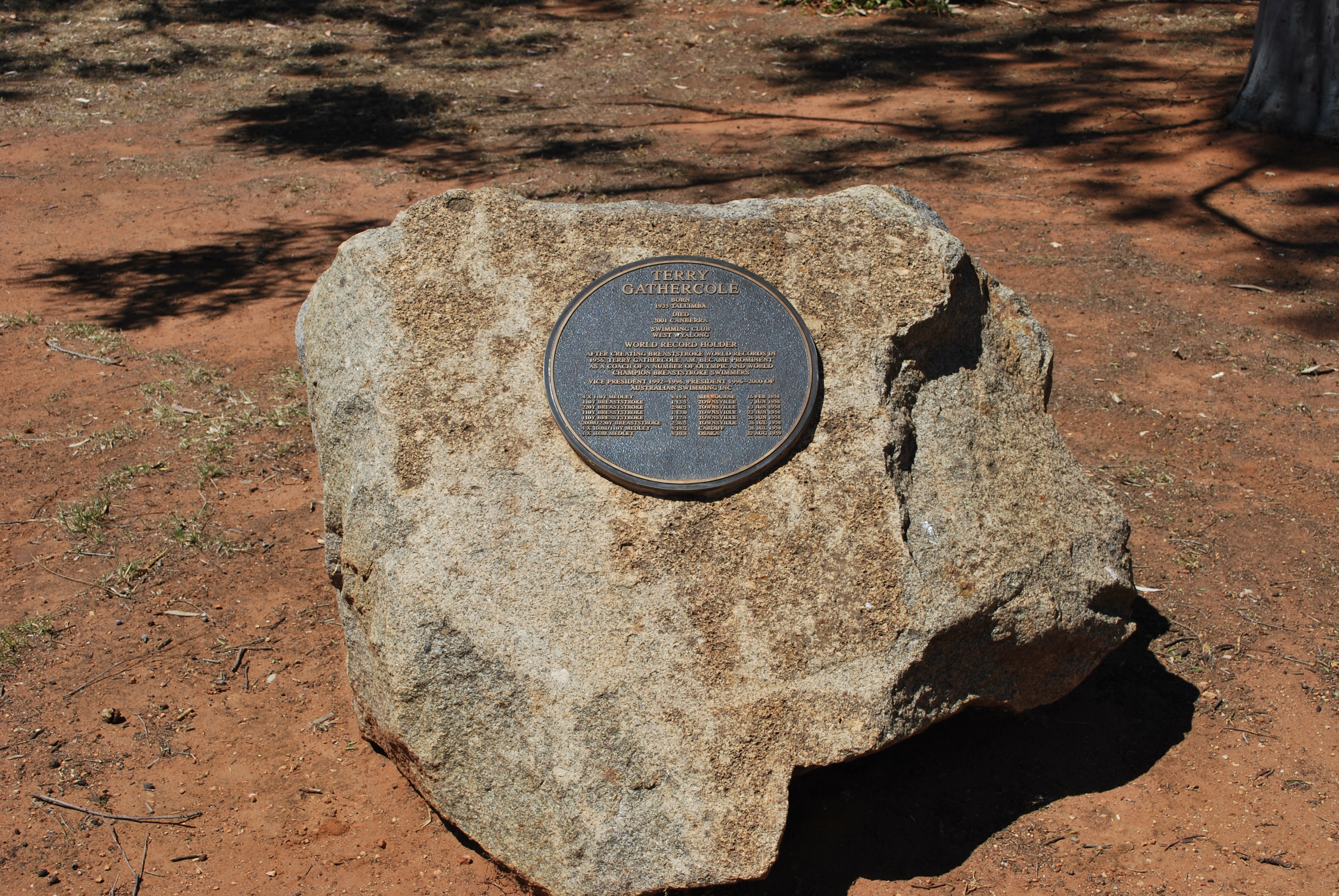
Gedenkstätte für Terry Gathercole in Tallimba, New South Wales

Terrence „Terry“ Steven Gathercole AM (* 25. November 1935 in Tallimba, New South Wales; † 30. Mai 2001 in Canberra) war ein australischer Schwimmer. Er gewann bei Olympischen Spielen eine Silbermedaille und bei Commonwealth Games zwei Goldmedaillen. Nach seiner Karriere war er ein erfolgreicher Trainer.

## Karriere
Terry Gathercole lernte das Schwimmen im Alter von drei Jahren. Ab 1953 gehörte er zur australischen Spitze im Brustschwimmen, er gewann neun australische Meistertitel in den Jahren 1954 bis 1960. Während seiner gesamten Karriere hatte er nur einen Trainer, Forbes Carlile aus Sydney. Gathercole trainierte nach Plänen, die er per Post erhielt. Nur vor großen internationalen Veranstaltungen trainierte er in Sydney.
1956 bei den Olympischen Spielen in Melbourne trat Gathercole auf der damals einzigen zum olympischen Programm zählenden Bruststrecke an, der 200-Meter-Strecke. Mit zwei Sekunden Rückstand auf den Drittplatzierten Charis Junitschew aus der Sowjetunion belegte Gathercole den vierten Platz. Sein erfolgreichstes Jahr war 1958, das Jahr, in dem er mehrere Weltrekorde aufstellte, unter anderem in 2:36,5 min über 200 Meter Brust. Weitere Weltrekorde stellte er auf den Yard-Distanzen auf sowie in der Lagenstaffel. Bei den British Empire and Commonwealth Games 1958 in Cardiff siegte er über 220 Yards Brust mit drei Sekunden Vorsprung auf den Südafrikaner Peter Rocchi. Die australische 4-mal-110-Yards-Lagenstaffel mit Gary Chapman, Terry Gathercole, John Monckton und John Devitt gewann mit zwölf Sekunden Vorsprung vor den Kanadiern und den Engländern. 1960 bei den olympischen Schwimmwettbewerben in Rom war Gathercole nicht in Bestform, da er kurz zuvor einen Autounfall hatte. Über 200 Meter Brust belegte er den sechsten Platz mit einer halben Sekunde Rückstand auf den drittplatzierten Niederländer Wieger Mensonides. 1960 wurde erstmals bei Olympischen Spielen ein Wettbewerb in der Lagenstaffel ausgetragen. Es gewann die Staffel aus den Vereinigten Staaten in neuer Weltrekordzeit. Die australische Staffel mit David Theile, Terry Gathercole, Neville Hayes und Geoff Shipton schlug sechseinhalb Sekunden nach der US-Staffel an und hatte 0,2 Sekunden Vorsprung auf die drittplatzierten Japaner.
Terry Gathercole war ausgebildeter Installateur, begann aber nach seiner aktiven Laufbahn eine Trainerkarriere. Seine handwerklichen Fähigkeiten halfen ihm beim Bau einer Kurzbahn-Schwimmhalle in Castlecove, einem Vorort von Sydney. Zu den von Gathercole betreuten Sportlern und Sportlerinnen gehörten Ian O’Brien und Beverley Whitfield, die beide eine olympische Goldmedaille im Brustschwimmen gewannen. Die ebenfalls von ihm betreute Linley Frame wurde Weltmeisterin über 100 Meter Brust. Gathercole war als Trainer des australischen Schwimmteams bei den Olympischen Spielen 1964 und 1976 dabei. Dazwischen war ab 1968 fünf Jahre Trainer in Midland, Texas. Er war der einzige Ausländer der je zum Präsidenten der American Swimming Coaches Association gewählt wurde. Im australischen Schwimmverband war er an der Professionalisierung der Strukturen beteiligt. Von 1992 bis 1996 war er Vizepräsident von Australian Swimming, von 1997 bis 2000 Präsident.
Terry Gathercole wurde 1985 in die International Swimming Hall of Fame (ISHOF) aufgenommen. 1988 wurde er Member des Order of Australia. Seit November 1999 ist er Mitglied der Sport Australia Hall of Fame.